# Hypericum dubium
Hypericum dubium — вид трав'янистих рослих родини Clusiaceae, який зростає у південній і північно-західній Європі.

## Опис
Багаторічна трава 0.4–1.0 м висотою, прямолінійна або висхідна від повзучої основи, яка вкорінюється, стебла розгалужені вище приблизно 2/3 їхньої довжини; стебла з чотирма лініями. Листки сидячі, пластинки 10–40 × 8–20 мм, від широко до вузько еліптичні, блідіші внизу, вершини округлі, краї пласкі, основи закруглені. Суцвіття розгалужуються широко, під кутом 45–70° від стебла, квітконіжки 1.5–4 мм; приквітки довжиною до 5 мм, вузько-трикутно-яйцеподібні, вузько еліптичні, цілі. Квіти діаметром 23–30 мм. Чашолистків 5, (4.2)4.3–5.7(5.8) × (2.1)2.3–2.8(2.9) мм, від широко до вузько яйцеподібних (відношення довжини до ширини 1.6–2.5). Пелюсток 5, вони золотисто-жовті, 12.3–16.0 × (4.6)4.8–6.3 мм. Тичинок 60-80, 7.0–11.2 (12.2) мм довжиною. Капсули 5.5–10.0 × 3.8–5.5 мм, від яйцеподібних еліпсоїдів до широко яйцевидих. Насіння темно-коричневого кольору, 0.8–1.2 мм, циліндричне.
Каріологічні дані підтверджують, що таксон є тетраплоїдним (2n = 32). Раніше описаний таксон H. carpaticum Martonfi рекласифікується до рівня H. dubium x H. maculatum. 
Hypericum dubium ймовірно, походить від H. maculatum. Він відрізняється від H. maculatum наступним: стебла з менш помітними допоміжними лініями, іноді частково відсутніми; гілки суцвіття більш широко піднімаються, під кутом приблизно 50° від стебла; чашолистки широко до вузько яйцеподібні, з верхівками дрібно дисперсними або рідше цілими; пелюстки з шаруватими блідими й чорними залозами від лінійних до смужкових. 

## Поширення
Європа: Албанія, Австрія, Ліхтенштейн, Бельгія, Люксембург, Велика Британія, Болгарія, Хорватія, Данія, Фарерські острови, Франція, Німеччина, Греція, Ірландія, Швейцарія, Нідерланди, Угорщина, Італія, Македонія, Норвегія, Словенія, Сербія (включаючи Косово та Воєводину), Чорногорія.